# Congrés Internacional de Matemàtics de 1950
El Congrés Internacional de Matemàtics de 1950 va ser l'onzè Congrés Internacional de Matemàtics celebrat del 30 d'agost al 6 de setembre de 1950, a la ciutat de Cambridge, Massachusetts.
Al Congrés Internacional de Matemàtics de 1936, la delegació nord-americana havia convidat els matemàtics del món a celebrar la seva propera reunió general als Estats Units el 1940. A causa de l'esclat de la Segona Guerra Mundial, el Congrés va ser suspès.
Al final de la guerra el 1945, el Consell de la American Mathematical Society va començar immediatament la discussió sobre la possibilitat d'una reunió dels matemàtics del món.
Aquest va ser el primer Congrés Internacional de Matemàtics celebrat als Estats Units des del Congrés Internacional de Matemàtiques.
El Congrés de 1950 també va ser el primer Congrés Internacional de Matemàtics celebrat al continent nord-americà des del Congrés Internacional de Matemàtics de 1924 a Toronto.
Al Congrés hi van assistir 1686 membres de ple dret i 616 membres associats. El Congrés va ser, sens dubte, la reunió més gran de persones que s'ha reunit mai a la història del món per a la discussió de la investigació matemàtica. Tanmateix, la veritable mesura del seu èxit no rau en el gran nombre de persones presents, sinó en l'excel·lència del seu programa científic i en les contribucions que va fer a la causa d'una cooperació més estreta entre els científics i a la causa de la bona voluntat internacional.

## Premis
Harald Bohr de la Universitat de Copenhaguen va parlar en nom del Comitè per atorgar la Medalles Fields. Al Congrés Internacional de Matemàtics de Toronto de 1924 es va decidir que a cada Congrés Internacional de Matemàtics s'haurien de lliurar dues medalles d'or. John Charles Fields, secretari del Congrés de 1924, va presentar una contribució financera per a aquestes medalles. Les medalles es van lliurar a Laurent Schwartz de la Universitat de Nancy i Atle Selberg de l'Institut d'Estudis Avançats.
Bohr va donar un resum excel·lent del treball de Schwartz sobre distribucions i del treball de Selberg sobre la funció zeta de Riemann i la seva demostració elemental del famós teorema dels nombres primers.

## Lloc
Aquest Congrés servirà per refundar els Congressos Internacionals de Matemàtics després de la Segona Guerra Mundial. L'aparició de Nicolas Bourbaki i la revisió dels fonaments de les matemàtiques serà un aspecte rellevant d'aquest congrés.

## Polèmica

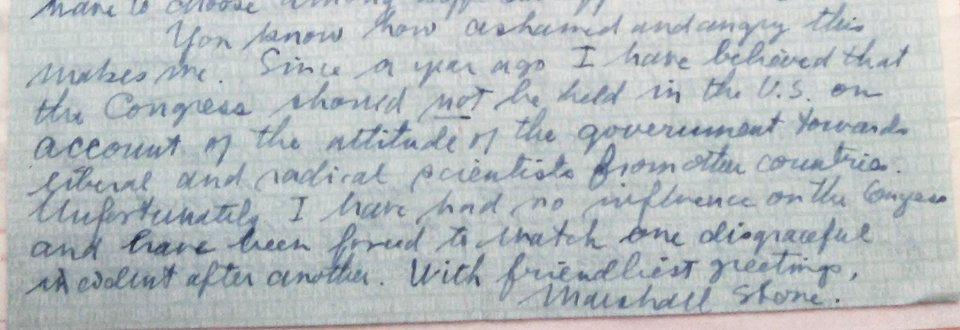
Carta de Marshall Stone

Marshall Stone va enviar una carta de renúncia a l'organització del Congrés Internacional de Matemàtics de 1950.
A la carta es pot llegir: "Vostè sap com em fa vergonya i ràbia això. Des de fa un any crec que el Congrés no s'hauria de celebrar als Estats Units [sic] a causa de l'actitud del govern cap als liberals i panelistes radicals d'altres països. Malauradament, no he tingut cap inferència sobre el Congrés i m'han acomiadat per veure un evolint vergonyós rere un altre. Amb la més cordial salutació, Marshall Stone".